# 郡山ユラックス熱海
郡山ユラックス熱海（こおりやまユラックスあたみ）は福島県郡山市の磐梯熱海温泉にある総合コンベンション施設である。

## 概要
1989年（平成元年）10月にオープン。3,000人収容でスポーツにも使用できる多目的ホールを始め会議室、温泉入浴施設、屋内温水プールを備えたコンベンション施設であり、学会や会議、イベントなど幅広く利用されている。2013年10月6日、入館者数が1,000万人を突破した。2014年2月には例年日本武道館で開催されている全国吟剣詩舞道大会（日本吟剣詩舞振興会主催）を東日本大震災復興支援の一環として当地で開催された。
郡山市観光交流振興公社が管理運営していたが、2014年4月よりゼビオ株式会社が指定管理運営することとなった。
施設の改修のため、2025年2月から休館し、2026年7月ごろに再オープンする予定である。

## 施設

### コンベンション
- 多目的ホール（1階2,000席・2階1,000席）
- 大会議室
- 小会議室
- 特別会議室

### 日帰り温泉
- 屋内風呂、露天風呂、圧注湯、寝湯、打たせ湯、サウナ、水風呂、かぶり湯、つぼ湯、泡沫湯、休憩室がある。
  - 泉質 アルカリ性単純泉
  - 効用 リウマチ性疾患・運動器障害・神経症等

### 温水プール
- 25mプール（日本水泳連盟公認）
- 幼児用プール

### その他
- オランダ風車 - ブルメン市との交流のシンボルとして設置、直径14m
- 子供の広場 - 遊具等を設置
- 芝生の広場

## 沿革
- 1989年（平成元年） ：オープン。
- 1991年（平成3年） ：入館者数100万人突破。同年、第10回福島県建築文化賞準賞受賞。
- 1998年（平成10年） ：入館者数500万人突破。
- 2010年（平成22年） ：温泉改修。リニューアルオープン。
- 2013年（平成25年） ：入館者数1,000万人突破。

## 開館日時

### 開館時間
- 午前9時〜午後9時

### 休館日
- 5月・8月・1月以外の第1火曜日

## 交通アクセス
- 電車
磐越西線で磐梯熱海駅下車、徒歩約10分
- 自動車
磐越自動車道磐梯熱海インターチェンジより約5分、郡山駅より国道49号で約40分